# 布爾杜爾湖
37°45′N 30°11′E / 37.75°N 30.18°E

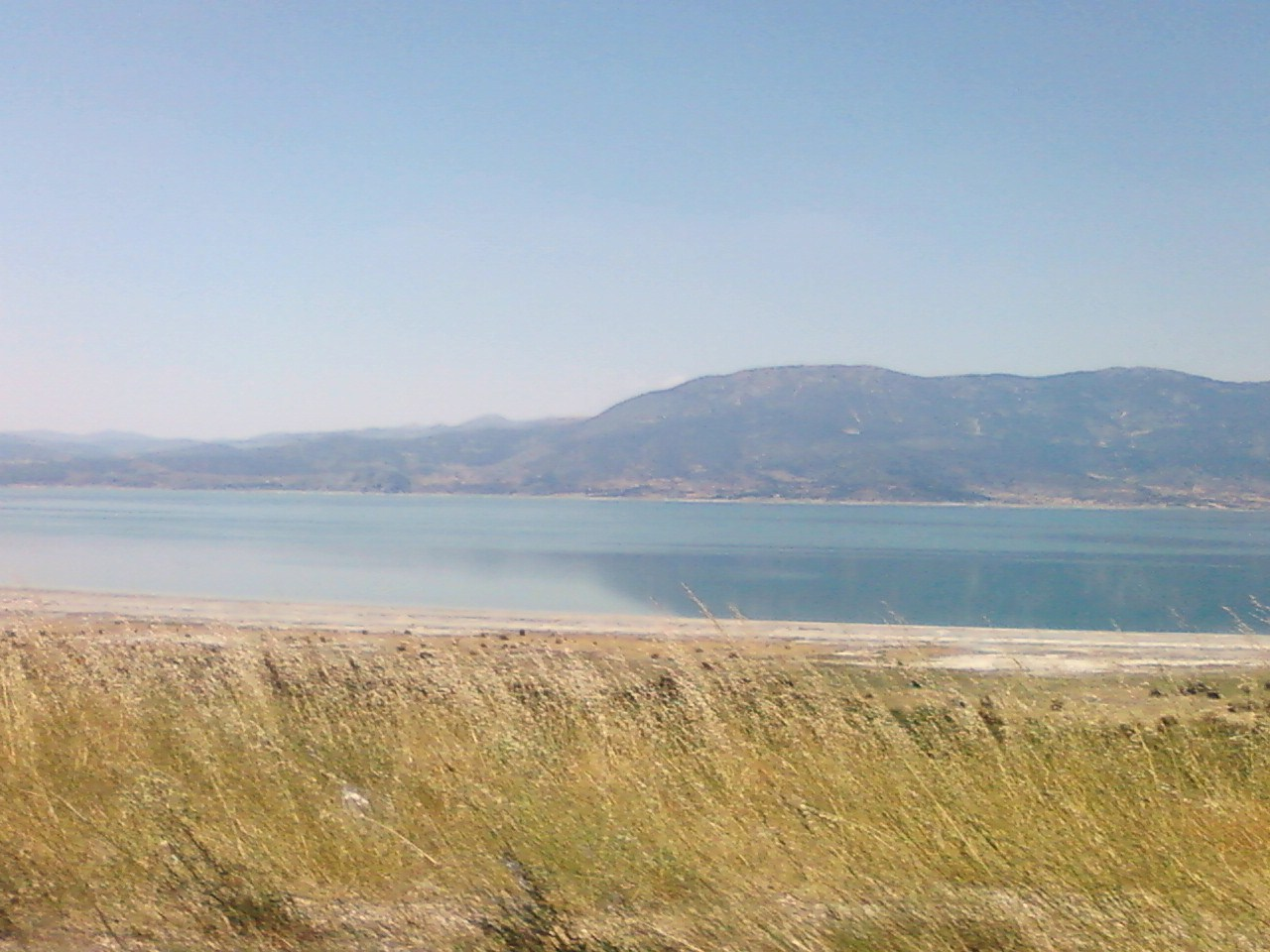
布爾杜爾湖

布爾杜爾湖（土耳其語：Burdur Gölü）是土耳其的鹹水湖，位於該國西南部布爾杜爾省和伊斯帕爾塔省交界，長34公里，面積250平方公里，集水區面積6,150平方公里，海拔高度857米，平均水深40米，最大水深110米，該湖被列入拉姆薩公約重要濕地名錄。

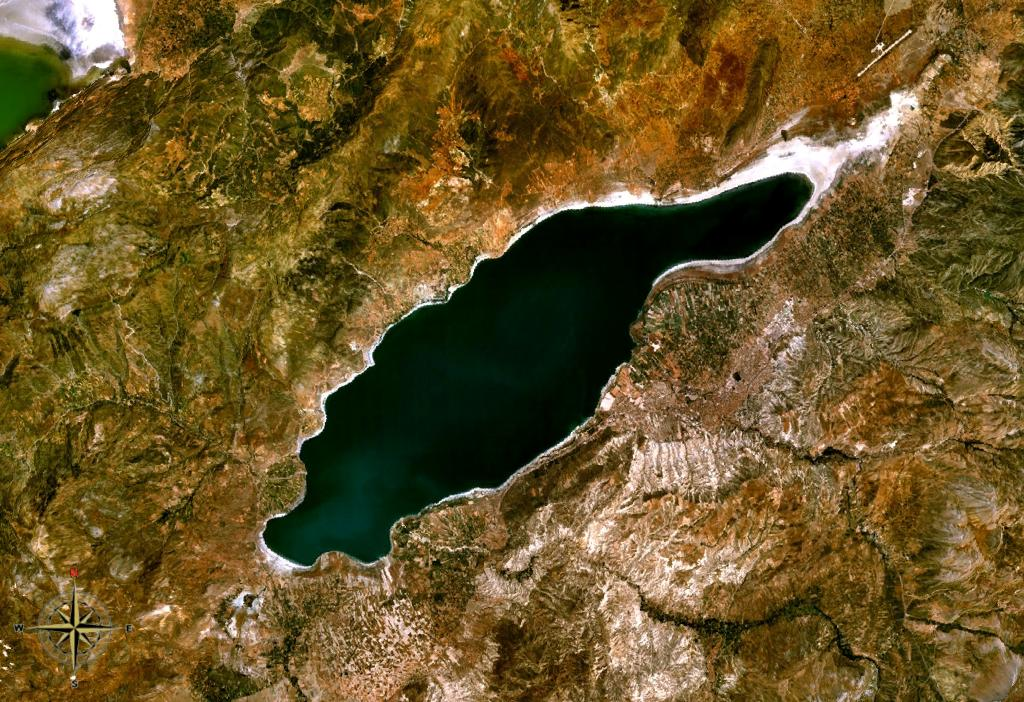
衛星圖

## 外部連結
- Lake Burdur （页面存档备份，存于） at BirdLife International